# Leandro Pérez-Cossío y Bada
Leandro Pérez-Cossío y Bada (Cartagena, 18 de mayo de 1832-Madrid, 30 de octubre de 1888) fue un periodista y político español.

## Biografía
Nacido en Cartagena el 18 de mayo de 1832,  se trasladó joven a Granada. Comenzó su carrera como periodista en el periódico La España de Pedro de Egaña. Desde allí pasó, casi desde su fundación, a La Correspondencia de España, donde estuvo más de veinte años. Ya en sus últimos tiempos, y movido por una estrecha amistad con Romero Robledo, fue redactor de El Cronista y por último director de El Diario Español (1885), cuando Romero se separó de Antonio Cánovas del Castillo y sus amigos tomaron este periódico para su defensa. Pérez-Cossío, que perteneció al grupo de la Cuerda granadina, del que también formaron parte Alarcón, Castro y Serrano, Fernández Jiménez y Manuel del Palacio, entre otros, desempeñó cargos administrativos y fue diputado en las primeras Cortes de la Restauración por el distrito gaditano de Grazalema, en sustitución de José Núñez de Prado. Se le dedicó una calle en su ciudad natal, además de figurar su retrato en el Ayuntamiento. Falleció en Madrid en la tarde del 30 de octubre de 1888.